# 시단역
시단역(西單站, 중국어: 西单站, 서단참)은 중화인민공화국 베이징시 시청구에 있는 베이징 지하철 1호선과 베이징 지하철 4호선의 역이다. 1992년 9월 28일 푸싱먼역 ~ 시단역 구간의 연장 개통으로 영업을 시작했다. 인근에 시단문화광장과 중화인민공화국 교육부 본청사가 있다.

## 위치
이 역은 베이징 시단(西单)의, 푸싱먼 내대가(复兴门内大街)-시창안가(창안가, 동서방향)와 시단 북대가-쉬안우먼 내대가(宣武门内大街, 남북방향)의 교차로에 위치한다. 지점에 있다. 1호선 역은 동서 방향으로 배치되어 있으며, 전체적으로 교차로의 동쪽에 위치하고 있다. 4호선 역은 남북방향으로 배치되어 교차로에 걸쳐 있다.

## 역사
1호선 시단역은 푸바선(复八线, 푸싱먼~바왕펀) 공사의 일부였으나, 시단역과 푸싱먼~시단 구간은 1989년 7월부터 건설을 시작한 반면, 푸바선은 국가 계획위의 공식 승인조차 받지 못했으며, 1992년 12월 28일에 이르러서야 푸바선의 다른 역의 착공이 시작되었다. 시단역 업자 단위(갑)는 베이징 지하철 본사 산하 건설회사로 시공사(을)는 철도부 제16공사와 제3탐사설계원 컨소시엄으로 하여, 중국 본토 최초로 지하철의 얕은 굴착식 시공을 시작하였다. 매립 암굴법으로 시공한 중국 본토 최초다. 1992년 10월 9일 당시 전국인민대표대회 상무위원회 위원장이었던 완리(万里)는 시단역을 시찰했다. 다음날 개통식을 거행하였는데, 당시 국무원 부총리였던 쩌우자화(邹家华)와 국가 유관부위·베이징시 지도자가 개통식에 참석했다. 12월 12일부터 서단역은 대외 매표로 운영하였다.
2000년 푸바선 기타 구간과 시단역 및 이서 구간이 운영되기전 시단역은 일시폐쇄되고 역개축과 개조를 시행했다. 또한 스프링클러와 방송 시스템을 추가하여 누수 문제를 해결했다.
4호선 시단역은 2004년 베이징 지하철 4호선 24개역 중 가장 먼저 착공된 5개역 중 하나로, 1호선 사이를 지나야 하기 때문에 깊이가 얕지만 교통에 지장을 주지 않기 위해 굴착법을 썼다.2009년 6월, 4호선의 시운전이 개시되었고, 9월 28일에 정식 운행을 개시했다.

## 역 구조

### 층별 구조
| 지면     | 출구                                      | A–J출구                              |
| 지하 1층 | 4호선 대합실                              | 서비스센터, 상점, 셀프서비스, 洗手間 |
| 지하 1층 | 환승통로                                  | 1호선, 4호선 환승통로                |
| 지하 2층 | 환승통로                                  | 1호선, 4호선 환승통로                |
| 지하 2층 | 1호선 대합실                              | 서비스센터, 상점, 셀프서비스, 화장실 |
| 지하 2층 | ← ■ 4호선 안허차오베이 방면(링징후퉁)     |                                      |
| 지하 2층 | 섬식 승강장, 왼쪽 출입문이 열림           |                                      |
| 지하 2층 | → ■ 4호선 톈궁위안(다싱선) 방면(쉬안우먼) |                                      |
| 지하 3층 |                                           | ← ■ 1호선 핑궈위안 방면(푸싱먼)      |
| 지하 3층 | 섬식 승강장, 왼쪽 출입문이 열림           |                                      |
| 지하 3층 | → ■ 1호선 쓰후이둥 방면(톈안먼 서)        |                                      |

### 1호선
1호선 역은 지하 2층, 섬식 승강장 형태이며, 승강장은 폭 16m, 길이 260m로 8량짜리 B형 전동차가 정차할 수 있다. 역 동쪽 끝에는 우회선 하나가 설치되어 있다. 대합실은 남북의 지하 상업시설과 연결되어 있으며, 5개의 출구가 별도로 설치되어 있다.

### 4호선
4호선 역은 남북방향으로 지하 2층, 섬식 승강장 형태이며, 중간부분 창안가 아래에 1층만이 있고, 상행 및 하행 승강장이 분리되어 중간 통로로 연결된 분리형 섬식 승강장이다. 역내 길이는 222.3m에 5개의 출구가 있다. 남북 대합실은 각각 환승통로를 통해 1호선과 연결된다. 두 엘리베이터 위에는 양각이 각각 걸려 있으며, 하나는 옛 베이징 전통기업을 반영하는 《노자호(老字号)》이고, 다른 하나는 베이징의 민속 생활을 반영하는 《노북경(老北京)》이다.

## 출구
| 출구                                 | 출구 인근 |
| ------------------------------------ | --- |
| 出口 · A                             | 창안가(북측), 시단 문화광장, 한광 백화점(汉光百货), 시단 쇼핑몰, 베이징 준타이 백화점(北京君太百货), 화웨이 빌딩(华威大厦), 시단 JOY CITY(西单大悦城), 77가, 랴오퍼예 백화점(老佛爷百货) |
| 出口 · B                             | 창안가(북측), 화웨이 빌딩 |
| 出口 · C                             | 중국도서빌딩(北京图书大厦), 민항영업빌딩 |
| 出口 · D                             | 창안가(남측), 베이징 콘서트 홀 |
| 出口 · E                             | 창안가(南측), 중국인민재산보험 빌딩(中国人保大厦), 베이징 시단 그랜드머큐어 호텔(北京西单美爵酒店), 화넝 빌딩(华能大厦)                                                                  |
| 出口 · F · 1                         | 시단 북대가(서측), 한광 백화점, 화웨이 빌딩/화웨이 상무호텔, 시단 JOY CITY, 정왕부(郑王府), 베이징 사범대학 부속실험중학교                                                               |
| 出口 · F · 2                         | 푸싱먼 내대가(북측), 민족문화궁(民族文化宫), 국가식량국(国家粮食局) |
| 出口 · H                             | 솬무먼 내대가(동측), 중국인민재산보험 빌딩, 국가전망전력교역센터(国家电网电力交易中心), 중국화전집단(中国华电集团)                                                                       |
| 出口 · J · 1                         | 솬무먼 내대가(서측), 루쉰 중학(鲁迅中学) |
| 出口 · J · 2                         | 푸싱먼 내대가(남측), 화넝 빌딩 |
| 아이콘 설명: 경사로 \| 휠체어 리프트 | |

## 역세권 정보
- 시단(西单)
- 중화인민공화국 교육부
- 중국강철공무집단 공사
- 중국 교통은행
- 중국 민생은행